# Święto Środka Jesieni
Święto Środka Jesieni (chiń. upr. 中秋节; chiń. trad. 中秋節; pinyin Zhōngqiūjié) – jedno z najważniejszych świąt w tradycyjnym kalendarzu chińskim, obchodzone piętnastego dnia ósmego miesiąca księżycowego. Jest to więc święto ruchome w stosunku do kalendarza gregoriańskiego.

## Legendy
Festiwal ma swoje początki w starożytnych ceremoniach cesarskich obchodów kultu księżyca. Władcy czcili bowiem słońce wiosną, a księżyc jesienią. Obrzędy te przejęli następnie arystokraci, elity intelektualne i prości ludzie, co doprowadziło do wykształcenia się tradycji stałego festiwalu w czasie panowania dynastii Tang (618–907).

### Mit o Chang’e
W odległej starożytności na niebie pojawiło się dziesięć słońc. Wypaliły one wszystkie rośliny i zniszczyły uprawy, pozostawiając ludność bez środków do życia. Aby pomóc ludowi i pokonać klęskę, mąż Chang’e, znakomity łucznik Houyi zestrzelił dziewięć słońc i zabił różne potwory. Okazało się jednak, że zestrzelone słońca to byli synowie cesarza Niebios, który zagniewany uczynił ich śmiertelnymi. Bogini Zachodu, Xiwangmu, odniosła się do pary życzliwie i podarowała im dwie boskie pigułki. Chang’e była jednak samolubna i ukradkiem zażyła je obie. Stała się tak lekka, że uniosła się w powietrze. W obawie przed drwinami Nieśmiertelnych w Niebiosach, udała się na Księżyc, stając się jego boginią właśnie w 15. dniu ósmego miesiąca księżycowego. Jej towarzyszem jest zając (lub królik), który w nefrytowym moździerzu rozciera zioła służące do sporządzenia eliksiru nieśmiertelności.

### „Księżycowe ciasteczka”
Obok mitu o Chang'e ze Świętem Środka Jesieni połączona jest legenda o „ciasteczkach księżycowych” (chiń. trad. 月餅, chiń. upr. 月饼, pinyin yuèbǐng). Według tradycji, jej geneza sięga końcowego okresu panowania mongolskiej dynastii Yuan (1280–1368). Chińczycy Han organizując powstanie przeciwko Mongołom piekli i rozprowadzali ciastka z ukrytymi wewnątrz informacjami o wybuchu buntu właśnie w dniu tego święta.  
Ciasteczka te są ważnym składnikiem kolacji, podczas której spożywa się także ryż i owoce. Po ukazaniu się Księżyca na niebie, należy się podzielić z nim i duchami przodków.

## Galeria

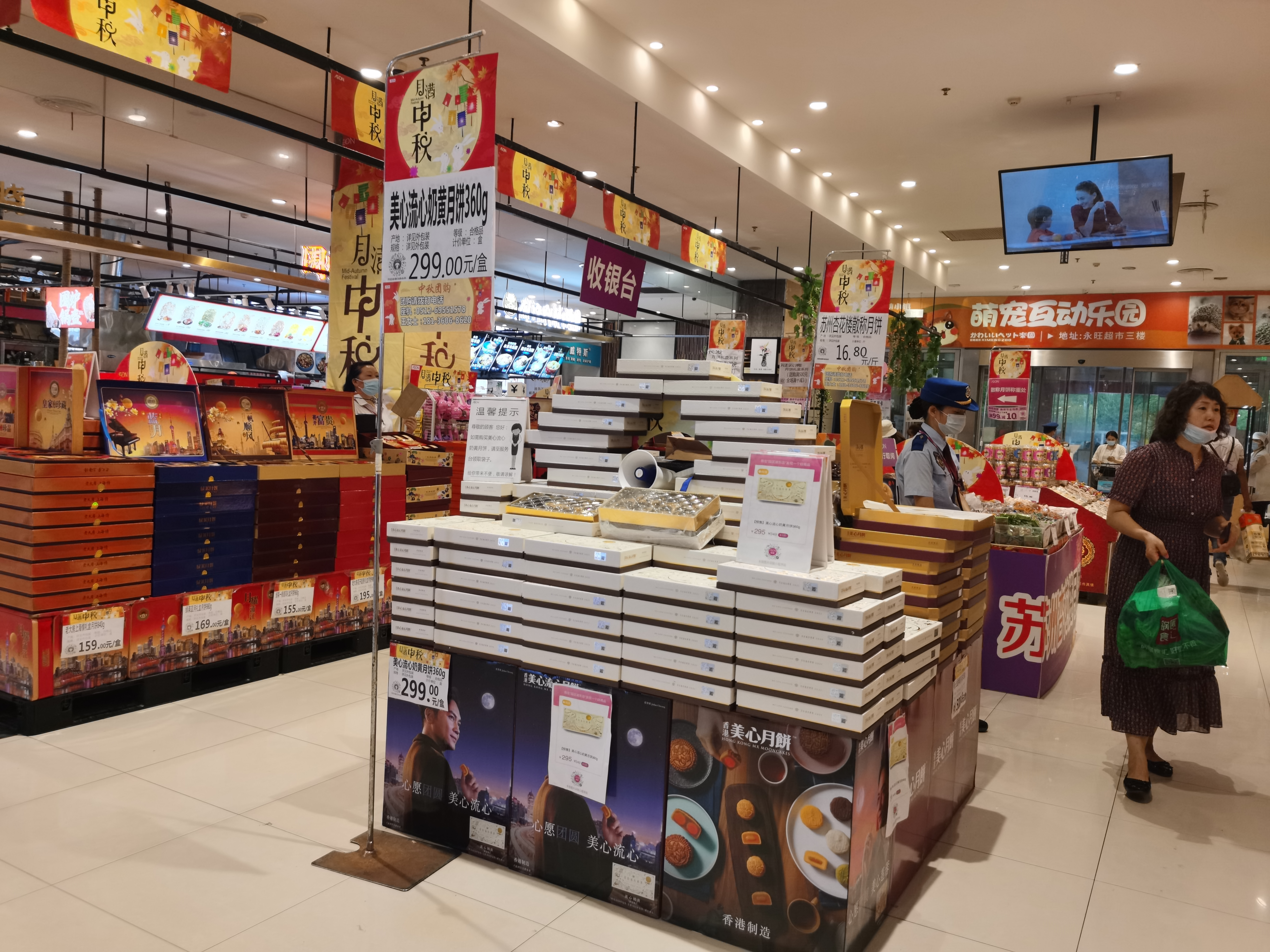
Oferta ciastek, Suzhou, 2021
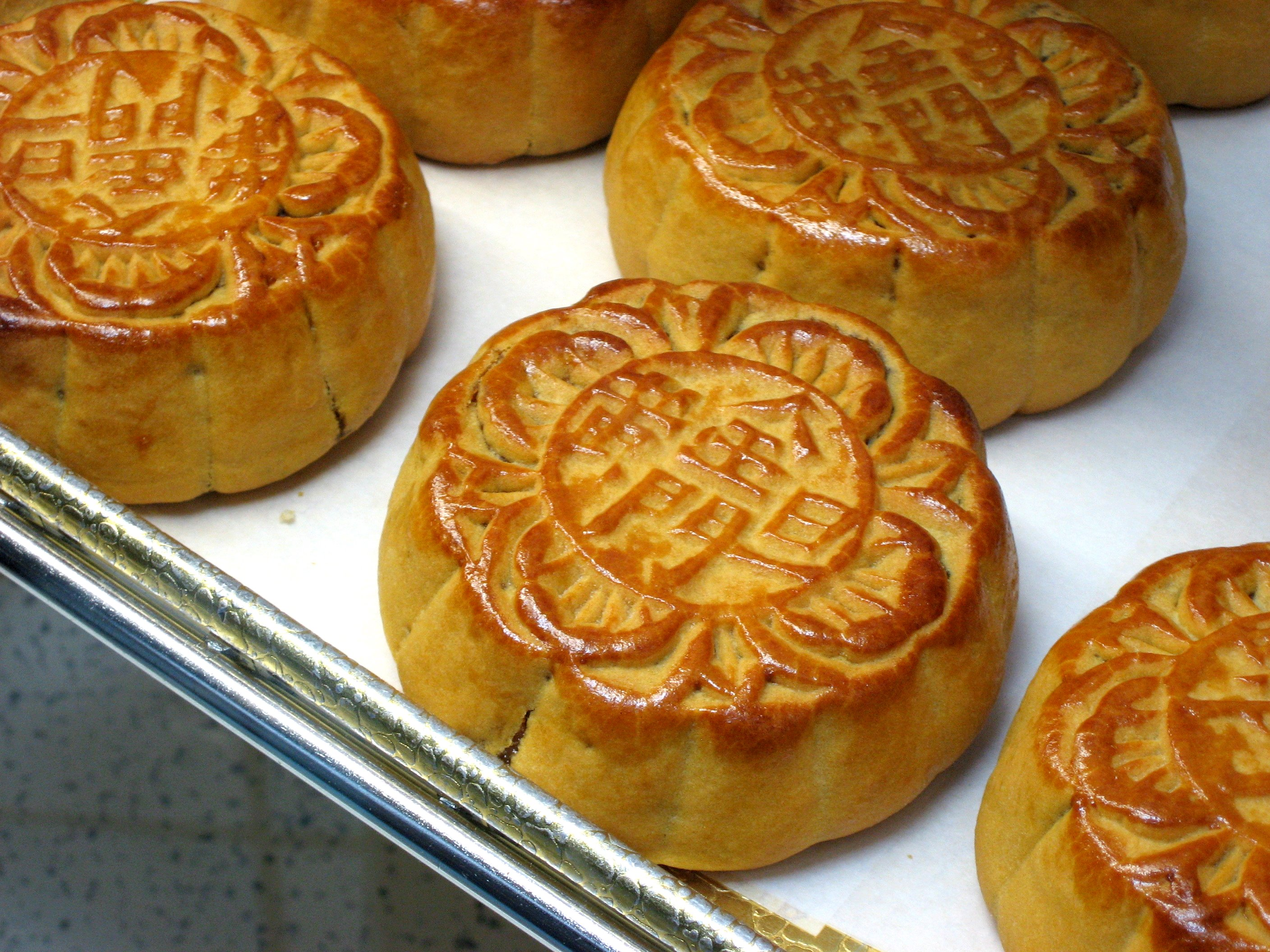
Ciasteczka księżycowe (yuèbǐng)
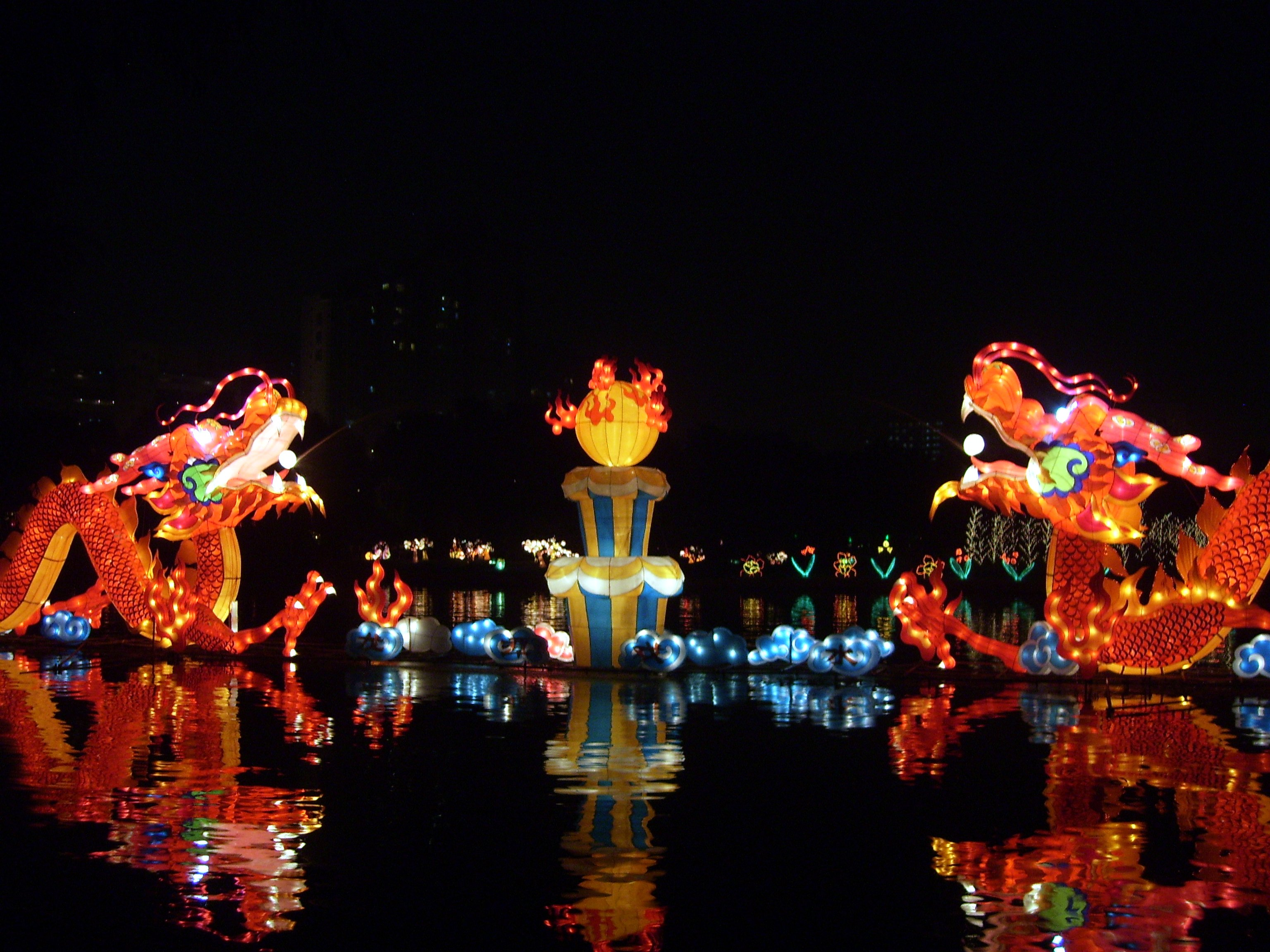
Święto w Pekinie na jeziorze Longtan